# Красноклинское сельское поселение
Красноклинский сельсовет — упразднённое муниципальное образование в составе Рузаевского района Мордовии.
Административный центр — село Красный Клин.

## История
Образовано в 2005 году в границах сельсовета.
Законом от 24 апреля 2019 года, Красноклинское сельское поселение и одноимённый ему сельсовет были упразднены, входившие в их состав населённые пункты включены в Архангельско-Голицынское сельское поселение и одноимённый ему сельсовет.

## Население
| 2002 | 2010 | 2012 | 2013 | 2014 | 2015 | 2016 |
| ---- | ---- | ---- | ---- | ---- | ---- | ---- |
| 635  | ↗747 | ↗752 | ↗761 | ↗775 | ↗783 | ↗792 |
| 2017 | 2018 | 2019 |      |      |      |      |
| ↘777 | ↘774 | ↘764 |      |      |      |      |

## Населённые пункты
На территории поселения находилось 4 населённых пункта:
| № | Населённый пункт | Тип населённого пункта | Население |
| - | ---------------- | ---------------------- | --------- |
| 1 | Александровка    | деревня                | →0        |
| 2 | Красный Клин     | село                   | ↗360      |
| 3 | Красный Уголок   | посёлок                | ↘0        |
| 4 | Надеждинка       | деревня                | ↗387      |